# Peri
«PERI» — один из крупнейших в мире производителей и поставщиков опалубки и строительных лесов.

## История
- Компания была основана Артуром Швёрером в 1969 году в Вайссенхорне.
- Первым продуктом, представленным на рынке, была балка-ферма T70V из древесины с запатентованной проклейкой узлов и высокой грузоподъемностью.
- В 1984 году данная балка была заменена моделью GT24.

## Виды продукции
Продукция компании включает в себя балки для облупливания, рамную и стеновую опалубку, опалубку для колонн, опалубочные столы, самоподъемные системы, стойки, консольные леса, опалубку для шахт, несущие леса, подкосы, опалубку для односторонних стен, фанеру, анкерные системы, а также программное обеспечение, услуги технического бюро и обучение.

## Объекты, на которых применялось оборудование PERI
- Небоскребы Куатро Торрес Хайрайз (Мадрид, Испания) — использовалась самоподъемная опалубка.
- Дом Музыки (Порту, Португалия) — использовалась наклонные стены с применением архитектурного бетона.
- Эресуннский мост (Дания—Швеция) — использовалась опалубочная вагонетка для монолитного туннеля.
- Небоскреб Торре Агбар, Барселона.
- Музей автомобилей Мерседес-Бенц (Штутгарт, Германия).
- Мега Бридж (Бангкок, Таиланд).
- Виадук Мийо (Франция).
- Гранитная Башня (Париж, Франция).
- Башня «Trump World» (Нью-Йорк, США).
- Мост через бухту Золотой Рог (Владивосток, Россия) - используется самоподъемная опалубка при строительстве пилонов моста высотой 270 м.